# Сапрыгино (Псковская область)
Сапрыгино — деревня в Бежаницком районе Псковской области России. Входит в состав Лющикской волости.

## География
Расположена в 14 км к северо-западу от райцентра Бежаницы.

## Население
| 2001 | 2002 | 2010 |
| ---- | ---- | ---- |
| 119  | ↘112 | ↘71  |

Численность население деревни по оценке на начало 2001 года составляла  119 жителей.